# Брэк!
«Брэк!» — мультипликационный фильм студии «Союзмультфильм», выполненный в технике пластилиновой мультипликации. Снят в 1985 году.

## Сюжет
Музыкальная пародия, в которой высмеиваются недостойные приёмы и средства, применяемые профессиональными боксёрами ради достижения победы.
Речь персонажей сама по себе бессмысленна, однако фонетически и построением фраз напоминает речь на итальянском (белые) и английском (коричневые, рефери и диктор) языках. При этом судья произносит реальную фразу по-испански — Hasta mañana (букв. «до завтра»).

## Съёмки[1]
Для мультфильма использовали более 30 килограммов пластилина, взятого с Московского завода по производству пластилина. Проблема заключалась в том, что как раз к моменту съёмок завод решили закрыть. Благо Бардин сумел подъехать к заводу в тот момент, когда разгружали пластилин. Он смог положить в свой багажник три оковалка. Чтобы легко анимировать персонажа, готовых пластилиновых кукол покрывали медицинским клеем БФ-6.
Озвучивать персонажей Бардин пригласил известных актёров Михаила Державина и Зиновия Гердта. Говорить нужно было на тарабарщине с английским, итальянским и испанским акцентами. Для боксёрского судьи режиссёр попросил Гердта найти одну только фразу. Он хотел, чтобы она была произнесена чётко. И Гердт нашёл — Аста маньяна (на исп. Hasta mañana). Однажды, показывая в Мадриде свой мультфильм, он заметил, что зритель смеётся над той, найденной Гердтом, репликой:

"Я показываю в Мадриде «Брэк», зритель хохочет на этой реплике. Я понимаю, что-то не так. И я потом спрашиваю переводчика:

— «А что такое, почему они смеются?»

— «Ну, как, вы не знаете?»

— «Нет».

— «Ну вот, „Аста маньяна“, это значит „До завтра“.

 Ни к месту, ни к селу, ни к городу, но смешно.»

Сам Гарри Бардин, чтобы изучать точные движения боксёров, специально отправился в институт физкультуры и спорта:

«Меня свели с тренерами, потрясающие ребята, все с переломанными носами, у меня персонажи тренеры, это абсолютно те самые ребята — такие же переломанные носы. И вот они мне с любовью рассказывали, с упоением о том, как, например, „Чёрная бомба“ Детройта кого-то опустил в нокаут, и как это красиво.»

## Создатели
- Режиссёр и автор сценария — Гарри Бардин
- Художник-постановщик — Ирина Ленникова
- Скульптор — М. Митлянский
- Оператор — Сергей Хлебников
- Звукооператор — Владимир Кутузов
- Монтажёр — Надежда Трещёва
- Редактор — Татьяна Папорова
- Художники-мультипликаторы: Ирина Собинова-Кассиль, Наталья Федосова, Михаил Письман, Сергей Косицын
- Роли озвучивали: Зиновий Гердт — Белый Тренер / Рефери, Михаил Державин — Коричневый Тренер
- Куклы и декорации изготовили: Виктор Гришин, Михаил Колтунов, Валерий Петров, Валентин Ладыгин, Николай Меньчуков, Владимир Маслов, Александр Максимов, Александр Беляев, Светлана Знаменская
- Директор фильма — Григорий Хмара

## Награды
- 1985 год — первый приз за оригинальность замысла и экранную выразительность 10-го Всесоюзного Фестиваля спортивных фильмов, приз за лучший сценарий, приз зрительских симпатий
- 1986 год — «Золотой голубь» международного фестиваля короткометражных фильмов в Лейпциге
- 1986 год — специальный Приз жюри, приз ТВ международного фестиваля спортивных фильмов в Ренне
- 1986 год — золотая медаль Всесоюзного фестиваля в Риге
- 1986 год — вторая премия на XX МКФ мультипликационных фильмов в Лос-Анджелесе
- 1988 год — приз жюри и приз зрителей международного кинофестиваля в Штутгарте
- 1988 год — диплом международного кинофестиваля в Загребе

## Использованные мелодии
- Tico Tico no Fubá (первый раунд)
- Танго «Ревность» («Jealousy») — Stanley Black and his orchestra (второй раунд)
- Блюз «Сент-Луис» (Уильямс Кристофер Хэнди) — Луи Армстронг (третий раунд)